# Варенников, Владимир Валентинович
Влади́мир Валенти́нович Варе́нников (род. 4 января 1955, Кандалакша, Мурманская область) — генерал-лейтенант ВС СССР и России, президент Международной Лиги защиты человеческого достоинства и безопасности, начальник департамента ОНПО «РОДИНА» по работе с военнослужащими, правоохранительными органами и членами семей.

## Биография
Родился 4 января 1955 года в городе Кандалакша Мурманской области. Сын генерала армии Валентина Ивановича Варенникова. Прожил с отцом пятнадцать лет на Севере, сменил шесть школ (в связи со сменой мест службы отца).
Несмотря на то, что родители были против военной службы, поступил в Московское высшее общевойсковое командное училище имени Верховного Совета РСФСР, которое окончил в 1976 году. Дальнейшую службу проходил в Прибалтийском и Белорусском военных округах, командуя взводом, ротой и батальоном.
В 1984 году поступил в Военную академию имени М. В. Фрунзе. После её окончания в 1986 году занимал должности заместителя командира и командира мотострелкового полка, сначала в Южной группе войск, потом в Одесском военном округе. Видя, что отец отправился в Афганистан, подал рапорт. Первый рапорт дошёл до главнокомандующего войсками  Юго-Западного направления генерала армии И. А. Герасимова. Не получив ответа, обратился с непосредственным рапортом к начальнику Главного управления кадров — заместителю Министра обороны СССР генералу армии В. С. Сухорукову. Рапорт дал положительный результат. Таким образом, находясь в должности командира мотострелкового полка 40-й армии, подполковник Варенников два года участвовал в войне.
После окончания командировки служил заместителем командира 201-й мотострелковой Гатчинской дивизии в Душанбе (Туркестанский военный округ), потом был переведён в Забайкальский военный округ, был командиром 112-го гвардейского мотострелкового Новогеоргиевского полка в 1986-87 годах, Читинская область, Приаргунский район, посёлок Досатуй, затем в составе Дальневосточного военного округа на о. Сахалин командиром 79-й мотострелковой дивизии до 29 июня 1993 года.
В 1993—1995 годы учился в Военной академии Генерального штаба Вооружённых Сил. По окончании служил на Дальнем Востоке заместителем командира армейского корпуса. Сначала на Камчатке, потом на Сахалине. В последнее время командовал 68-м армейским корпусом в Южно-Сахалинске.
В 2002—2003 годы был федеральным инспектором по Сахалинской области в аппарате полномочного представителя Президента РФ по Дальневосточному федеральному округу.
Осенью 2003 года на выборах в Сахалинской области возглавил избирательный блок «Наша Родина — Сахалин и Курилы». Блок одержал победу на выборах в законодательное собрание области, опередив другие партии и объединения. В эти же годы был председателем совета Сахалинского регионального объединения Общероссийской общественной организации «Народно-патриотическое объединение «Родина».
С 2006 года возглавляет департамент ООО «Народно-патриотическое объединение «Родина» по работе с военнослужащими, правоохранительными органами и членами семей.
В 2007 году избран членом палаты представителей союза сторонников партии «Справедливая Россия: Родина / Пенсионеры / Жизнь» (СССР).
С 2005 года — вице-президент международной лиги защиты человеческого достоинства и безопасности, соратник и единомышленник отца (отец, В. И. Варенников — президент Лиги).

## Семья
Женат, имеет троих детей. От первого брака дочь и от второго брака сын и дочь.

## Награды
- два ордена Красной Звезды
- орден «За службу Родине в Вооружённых Силах СССР» 3-й степени
- 12 медалей
- орден Красного Знамени (Демократическая Республика Афганистан)
- орден «За храбрость» (Демократическая Республика Афганистан)